# Сэйфти

Вариант расстановки игроков: стронг сэйфти (SS) и фри сэйфти (FS) находятся дальше всего от линии скримиджа.

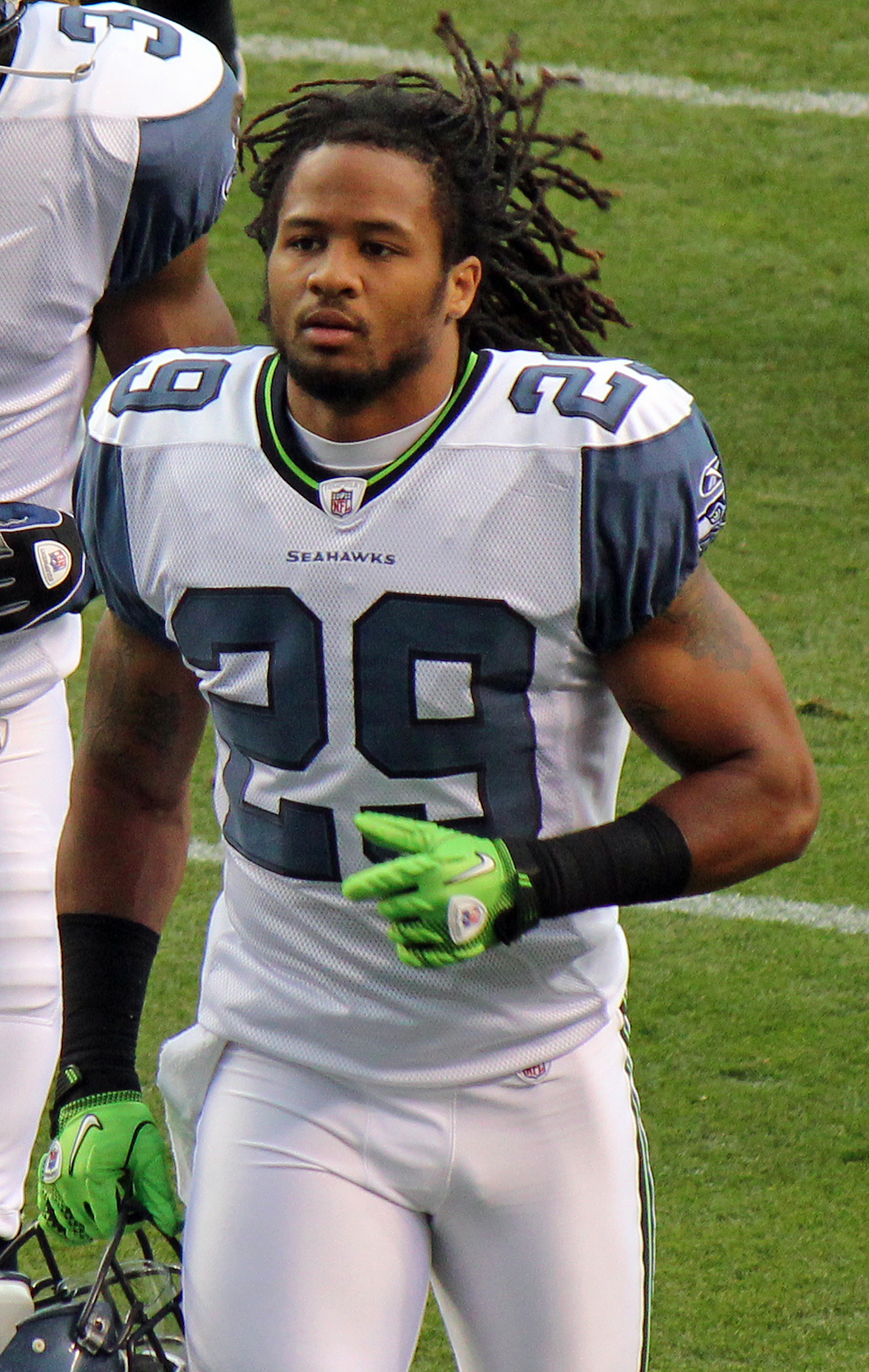
Эрл Томас был назван лучшим сейфти в 2014 году.

Сэйфти (англ. Safety) (S) — позиция игрока в американском футболе.

## Функции
Вместе с дефенсив тэклами, дефенсив эндами, миддл лайнбекерами, аутсайд лайнбекерами, корнербеками входят в состав Команды защиты.
Дефенсив энды и дефенсив тэклы, вместе называются линией защиты, а корнербеки и сэйфти — сэкондари (англ. secondaries), или дефенсив бэки (англ. defensive backs).
Игроки этой позиции являются последней линией обороны команды и обычно, находятся дальше всего от линии скримиджа.
Основная функция — помощь корнербекам в защите против ресиверов и помощь миддл лайнбекерам и аутсайд лайнбекерам в защите против раннинбека.

## Разновидности сейфти
Выделяют две разновидности этой позиции. стронг сэйфти (англ. strong safety) (SS) самый сильный из пары сэйфти; он располагается ближе к линии скримиджа, обычно — со стороны Тайт-энда, и активно участвует в остановке игроков во время выносных комбинаций. фри сэйфти (англ. free safety) (FS) — самый маленький и самый быстрый; он играет ближе к собственной зачетной зоне и занимается исключительно помощью корнербекам.